# 阿曼諾拉汗
阿曼努拉汗（أمان الله خان‬；1892年6月1日—1960年4月25日）是20世紀初阿富汗王国的国王。他在英國實際控制下，於1919年至1929年統治阿富汗，并在帝國強權压制之下，努力谋求內政改善。1929年，他將王位禪讓給伊納亞圖拉汗，輾轉從印度前往歐洲定居，1960年逝世於瑞士。

## 生平
阿曼努拉·汗1892年6月1日出生在阿富汗喀布爾附近的帕格曼(Paghman)。他是埃米爾哈比布拉汗的第三個兒子，在擔任喀布爾總督和控制軍隊後，1919年繼任埃米爾。他利用俄國革命後與英國的緊張關係，1919年5月3日開始第三次英阿戰爭，經過艱難的鬥爭後阿富汗獲得獨立。

## 改革
初期，阿曼努拉·汗在阿富汗頗得民望，讓他得以運用其影響力來推動現代化。阿曼努拉·汗拓展了與歐洲和亞洲的貿易，建立了男女都可就讀的新式學校，並廢除了好幾世紀以來的習俗，比如針對婦女的服飾規定等。
1923年，阿曼努拉·汗制定阿富汗第一部憲法，規定阿富汗實行君主立憲政體。憲法在授於國王最高權力的同時，也規定要廢除某些反動的封建制度，給人民以某些自由權利。在頒布憲法的同時，阿曼努拉·汗在國內實行了一系列的改革，如將實物稅改為貨幣稅；出售國有土地以促進土地私有發展；擴大學校，實行世俗教育；改革落後、守舊的習俗等等。
但是，阿曼努拉·汗的快速的改革遭到了封建貴族、地主、毛拉和部落酋長們的反彈，最終叛亂於1924年受到鎮壓。
在當時，阿富汗的外交政策主要涉及蘇聯和英國針對中亞爭奪控制的大博弈。雙方都試圖爭取阿富汗的支持並削弱對方的影響力，總體來說，這使阿富汗得利。阿曼努拉·汗得以藉由蘇聯提供的飛機建立起一支數量有限的空軍。

## 拜訪歐洲
1927年年底阿曼努拉·汗經由埃及前往歐洲巡迴。1928年1月8日到訪義大利，1月22日到訪法國，2月8日到訪比利時，2月22日到訪德國，3月13日到訪英國。他們於4月5日離開英國前往波蘭，路途中阿曼努拉·汗於柏林進行了一個緊急的扁桃腺切除手術，後於4月28日抵達波蘭。

## 叛亂和退位
在阿曼努拉·汗訪問歐洲的時候，反對其統治的聲浪擴大，一支叛軍自賈拉拉巴德朝首都邁進。大部份阿富汗軍隊在沒有抵抗的情況下就叛逃。阿曼努拉·汗於1929年初宣佈退位，自己流亡英屬印度。其弟伊納阿圖拉汗繼承王位，三日後就被塔吉克族叛軍首領哈比布拉·卡拉卡尼強迫退位。他的統治只有9個月，就被穆罕默德·納第爾·沙阿取代。阿曼努拉·汗試圖回到阿富汗，但並沒有得到人民的支持。他於是從英屬印度前往歐洲，後定居在意大利和瑞士。
穆罕默德·納第爾·沙阿運用各種宣傳活動來確保阿曼努拉·汗無法回到阿富汗。他所嘗試的改革都被廢除。

## 去世

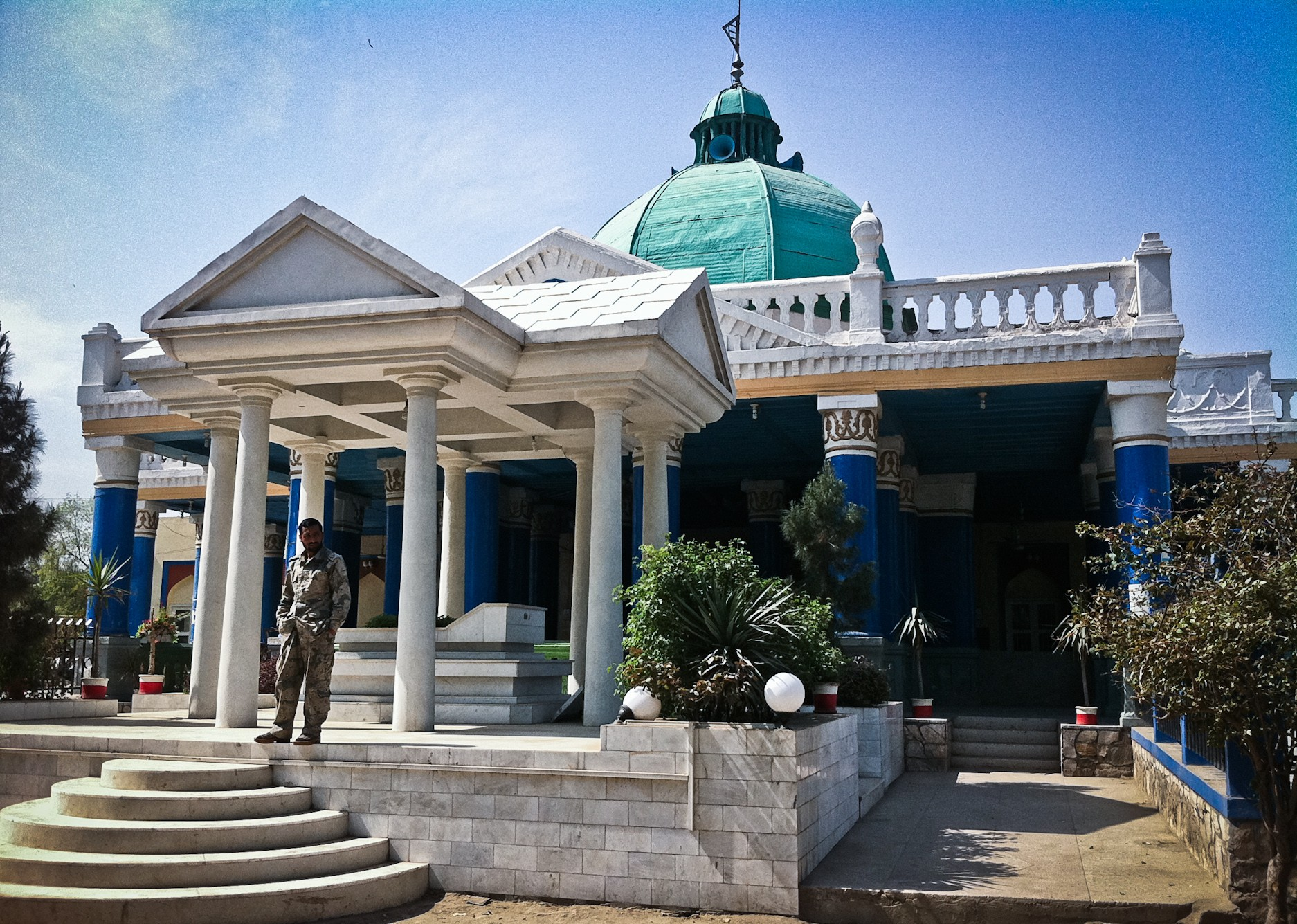
在賈拉拉巴德的阿曼努拉汗陵墓

阿曼努拉·汗1960年在瑞士蘇黎世去世，遺體被帶到阿富汗安葬在東部城市賈拉拉巴德。

## 外部連結
- Life of Amir Amanullah Khan in pictures
- Amanulla Khan: Betrayal of Nadir Khan （页面存档备份，存于）
- Ghazi Amanullah Khan City next to Jalalabad
- Ghazi Amanullah Khan City （页面存档备份，存于） on YouTube

| 阿曼諾拉汗 巴拉克宰王朝出生于：1892年6月1日逝世於：1960年4月25日 | 阿曼諾拉汗 巴拉克宰王朝出生于：1892年6月1日逝世於：1960年4月25日 | 阿曼諾拉汗 巴拉克宰王朝出生于：1892年6月1日逝世於：1960年4月25日 |
| 統治者頭銜                                                       | 統治者頭銜                                                       | 統治者頭銜                                                       |
| ---------------------------------------------------------------- | ---------------------------------------------------------------- | ---------------------------------------------------------------- |
| 前任： 哈比布拉汗                                                | 阿富汗埃米爾 1919–1926                                           | 繼任： 本人 阿富汗國王                                           |
| 前任： 本人 阿富汗埃米爾                                         | 阿富汗國王 1926–1929                                             | 繼任： 伊納亞圖拉汗                                              |